# Оборонна операція

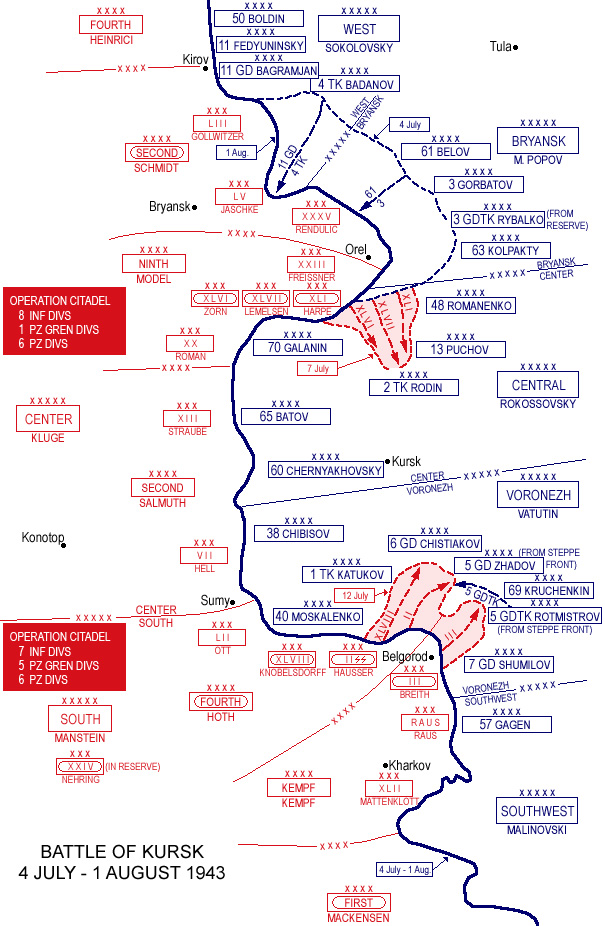
План оборонної операції в ході битви на Курської дузі

Оборо́нна опера́ція — форма ведення бойових дій оперативними (оперативно-стратегічними) об'єднаннями збройних сил; сукупність погоджених і взаємозв'язаних за метою, місцем і часом битв, боїв і ударів, що проводяться на театрі воєнних дій або стратегічному (операційному) напрямку за єдиним замислом та планом з метою прикриття (утримання) окремих стратегічних чи операційних напрямків, районів і об'єктів, зриву наступу противника, нанесення йому можливо великих втрат, виграшу часу і створення умов для переходу своїх військ у наступ або контрнаступ.

## Зміст оборонної операції
Оборонна операція, як правило, проводиться в рамках фронтової (стратегічного наступу усіх військ) у взаємодії з іншими арміями (фронтами, групами армій) або армійської операції силами і засобами на континентальному театрі воєнних дій, а на приморських напрямах — також із силами й засобами військово-морських сил. На окремих операційних (стратегічних) напрямках оборонна операція може проводитися самостійно.
Оборонна операція включає: вогневе ураження військ (сил) противника при висуванні та занятті їм вихідного положення; контрпідготовку; оборонні операції армій (армійських корпусів) 1-го, а іноді і 2-го ешелону; фронтові контрудари; бойові дії ВПС фронту, з'єднань і частин родів військ, спеціальних військ і резервів; на приморському напрямку — відбиття висадки морських десантів спільно з силами флоту.
Фронт (група армій, армія) переходить до оборони вимушено чи навмисно, при відсутності безпосереднього зіткнення з противником або в зіткненні з ним. На початку війни оборонна операція може проводитися з метою відбиття (зриву) підготовки або початку вторгнення противника, утримання оборонних рубежів і районів. У ході наступу війська можуть переходити до оборони для відбиття контрнаступу або часткою сил для відбиття контрударів противника, при невдалому результаті зустрічного бою, а також для утримання важливих в оперативному відношенні рубежів (районів) при завершенні операції. У всіх випадках оборона військ повинна бути стійкою, активною і маневреної, здатної відбити потужні удари противника, який застосовує усі види зброї.
Оборонна операція зародилася за часів російсько-японської війні 1904—1905 рр., коли в Мукденській битві 1905 російські війська, об'єднані в 3 армії, оборонялися на 155-км фронті й діяли за єдиним задумом, під єдиним керівництвом, із загальною метою. Однак це нове явище в військовому мистецтві не було в той час вивчено та оцінено.
На початок Першої світової війни армії держав, що брали участь у війні ще не мали розробленої теорії не лише фронтових, а й армійських оборонних операцій.